# Cadillac Seville
La Seville è un'autovettura mid-size di lusso prodotta dalla Cadillac dal 1975 al 2004.

## Il contesto

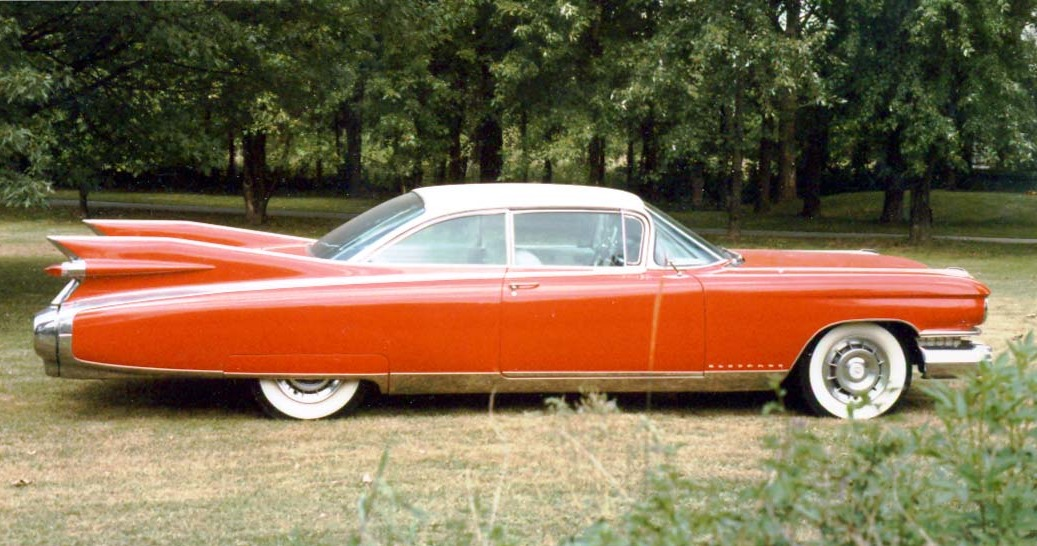
Una Cadillac Eldorado Seville del 1959

Il nome della Seville, cioè della "prima piccola vettura della Cadillac", come fu definita, fu scelto preferendolo alla rinascita ipotetica del marchio LaSalle ed alle preferenze dello staff General Motors che si indirizzavano verso il nome LaScala, principalmente perché, come notò il direttore del marketing del gruppo automobilistico, ciò "non aveva aspetti negativi".
Fu quindi scelto il nome Seville, che in inglese significa Siviglia, città spagnola. Il nome Seville fu utilizzato per la prima volta dalla Cadillac per una versione due porte hard-top della Eldorado, che fu prodotta dal 1956 al 1960.
La Seville, introdotta nel 1975, fu la risposta della Cadillac alla crescente popolarità delle vetture di lusso europee importate negli Stati Uniti, come le Mercedes-Benz e le BMW. Originariamente, questi modelli erano più economici, meno lussuosi e più piccoli delle vetture Cadillac. Con il passare del tempo, la situazione cambiò radicalmente, con i modelli europei che diventarono più lussuosi, più grandi, e quindi più appetibili da parte dei clienti statunitensi. Con la crescita del mercato delle vetture d'importazione, il paradigma “grande significa migliore”, in voga fino ad allora negli Stati Uniti, iniziò ad essere sconfessato. La Seville diventò il più piccolo e meno costoso modello della gamma, e portò la Cadillac a concorrere nel mercato dei modelli relativamente più economici.

## La prima serie: 1975–1979
Il pianale su cui si basava la prima serie della Seville derivava dalla piattaforma X a trazione posteriore della General Motors, che era anche il pianale su cui era costruita la Chevrolet Nova. Il pianale in questione era, in sostanza, una struttura monoscocca con telaietto ausiliario imbullonato. Quest'ultimo era anche montato su un altro pianale della General Motors, il tipo F. La scocca ed il telaio della Seville furono profondamente rivisti rispetto ai predecessori. Questa nuova piattaforma venne denominata K e non X-special, e quindi venne meno la recente tradizione General Motors di nominare le evoluzioni dei vari pianali richiamando il nome dei predecessori con l'aggiunta della parola “special”. I designer della Cadillac predisposero un corpo vettura spigoloso, che influenzò per i dieci anni successivi le vetture General Motors. Questo aspetto, insieme ad una carreggiata piuttosto larga, diede al modello un aspetto imponente. Sul frontale era presente, tra i due gruppi ottici doppi, una larga calandra cromata. Sotto i fanali anteriori, erano installati gli indicatori di direzione e delle strette luci di parcheggio, mentre i fari posteriori rettangolari avvolgenti, posti alle estremità laterali della coda, davano l'impressione di una vettura più larga, più bassa e più snella.
Gli ingegneri che progettarono la Seville, scelsero il pianale X invece della piattaforma della Opel Diplomat (la Opel faceva già parte all'epoca del gruppo General Motors) a causa degli scarsi fondi a disposizione. Infatti, alla General Motors, si capì che riprogettare un pianale Opel sarebbe costato di più, rispetto ad utilizzare come base il pianale X, che era della General Motors. Un altro proposito scaturito durante la fase progettuale, fu quello di avere una struttura generale del pianale piuttosto simile a quella della Cadillac Eldorado, che era però a trazione anteriore. Questo intento si sposò anche con le esigenze di contenimento dei costi, dal momento che la soluzione transaxle usata per la Eldorado fu prodotta solo in abbinamento al pianale E (Cadillac Eldorado/Oldsmobile Toronado).
Questa fu la prima volta che la Cadillac sviluppò una vettura basandosi sui componenti precedentemente utilizzati su un modello Chevrolet.
Introdotta nel 1975 ed annunciata come modello Cadillac "internationally-sized" ("dimensionato basandosi su specifiche internazionali"), la Seville era 450 kg più leggera della full-size De Ville. La Seville era più agile e più facile da parcheggiare, ma attraeva i potenziali clienti soprattutto per essere una Cadillac. Più costosa delle Cadillac contemporanee (eccetto la Serie 75 Fleetwood), la Seville era in vendita a 12.479 dollari ed ebbe un buon successo di mercato, tanto che fu imitata dalla concorrenza con la Lincoln Versailles e le Chrysler LeBaron/Fifth Avenue. Per assicurare la qualità della produzione, i primi 2.000 esemplari assemblati avevano lo stesso colore grigio ed il medesimo allestimento. Ciò abilitò gli addetti ai lavori a procedere gradualmente all'avvio della produzione delle differenti configurazioni.
Le prime Seville prodotte dall'aprile 1975 al model year 1976, furono le prime Cadillac ad usare il piccolo schema General Motors di disposizione dei bulloni ruota (5 fori con interasse da 4,75 pollici (121 mm); anche le XLR prodotte tra il 2003 ed il 2009 hanno usato questo schema). Le prime Seville condividevano solo una piccola parte di componenti con la base meccanica di partenza, il pianale X. I tamburi dei freni posteriori erano simili a quelli installati sulle Chevrolet Chevelle, Oldsmobile Cutlass, Buick Regal e Pontiac LeMans. Gli esemplari prodotti tra il 1975 ed il 1976 montavano un tetto in vinile poiché la parte destinata al tettuccio era suddivisa in due parti: quella posteriore era stata progettata espressamente per la Cadillac, mentre quella anteriore faceva parte delle specifiche del pianale X previsto per le berlina.
Il motore base era un Oldsmobile V8 da 5,7 L di cilindrata, che era provvisto di un sistema ad iniezione elettronica Bendix/Bosch. Questo sistema diede alla Seville un'ottima guidabilità e buone prestazioni, che all'epoca erano generalmente contenute, soprattutto a causa dell'inizio della politica di controllo delle emissioni. La potenza era di 180 CV, mentre l'accelerazione da 0 a 97 km/h era di 11,5 secondi. Nel 1978 fu aggiunto all'offerta un motore Diesel Oldsmobile V8 da 5,7 L, che però si dimostrò poco brillante e poco affidabile. L'unico cambio disponibile fu una trasmissione automatica a tre rapporti.
La Seville fu anche prodotta in Iran dal 1978 al 1980, cioè fino alla rivoluzione iraniana, in 2.653 esemplari, con il nome di Cadillac Civil. Per parecchio tempo, la nazione asiatica fu l'unico paese in cui vennero assemblati modelli Cadillac fuori dagli Stati Uniti. Questa situazione perdurò fino al 1997, quando la Cadillac Catera, che era basata sulla Opel Omega, venne assemblata in Germania per il mercato statunitense. La Cadillac BLS, prodotta in Svezia per il mercato europeo, non venne mai commercializzata negli Stati Uniti. Anche l'assemblaggio finale della Cadillac Allanté, che aveva origini italiane, era eseguito negli Stati Uniti.
Negli Stati Uniti, questa serie di Seville venne assemblata a Detroit.

### Esemplari venduti
| Anno | Totale |
| ---- | ------ |
| 1975 | 16.355 |
| 1976 | 43.772 |
| 1977 | 45.060 |
| 1978 | 56.985 |
| 1979 | 53.487 |

### Motorizzazioni
| Anno      | Motore                                          | Potenza |
| --------- | ----------------------------------------------- | ------- |
| 1975–1979 | Oldsmobile V8 da 5,7 L di cilindrata            |         |
| 1978–1979 | Oldsmobile LF9 Diesel V8 da 5,7 L di cilindrata |         |

## La seconda serie: 1980–1985

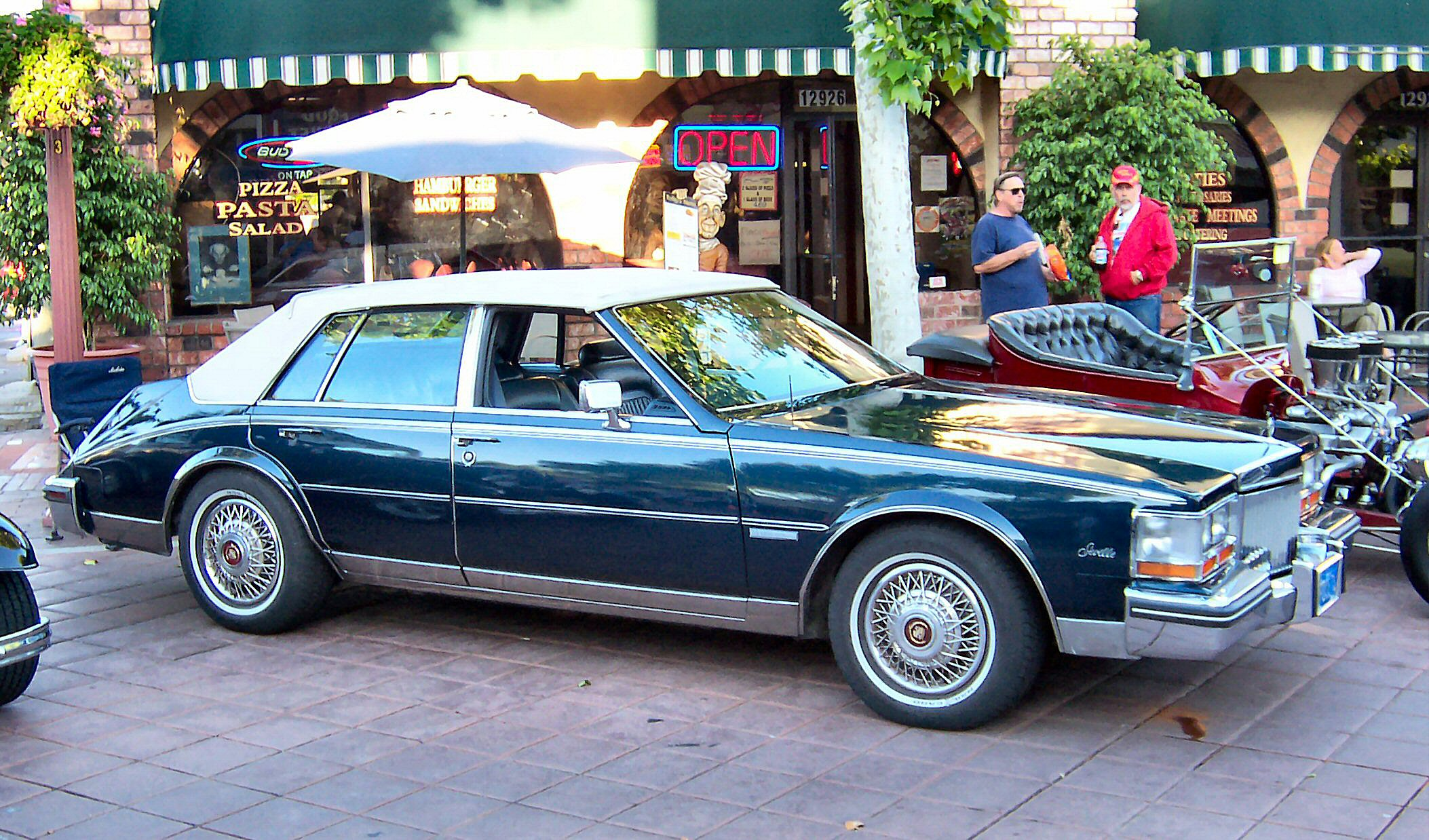
Una Cadillac Seville del 1980 con il "Full Cabriolet Roof"

Nel 1980, la Cadillac spostò la Seville sul pianale K, che era a trazione anteriore. Quest'ultimo era basato sulla piattaforma E, che era sempre della General Motors, era a trazione anteriore ed era utilizzata sull'Eldorado, sulla Buick Riviera e sulla Oldsmobile Toronado. Ritornando su alcuni dei concetti originariamente ipotizzati per il modello del 1975 (il servizio di Collectible Automobile del marzo 2008 includeva un primo prototipo con peculiarità che si sarebbe sviluppate nelle DeVille e Fleetwood in scala ridotta del 1977 - un prototipo che ne fu derivato somigliava alla Seville seconda serie), lo stile della parte posteriore richiamava le vetture della Daimler. Negli Stati Uniti la coda dallo stile bombato fu imitato dalla Lincoln Continental berlina degli anni 1982-1987, e dall'Imperial coupé del triennio 1981-1983.
La nuova serie, uno degli ultimi progettati da Bill Mitchell, era a trazione anteriore ed aveva delle sospensioni posteriori indipendenti. La Seville iniziò a montare un equipaggiamento che sarebbe diventato “tradizionale” negli anni seguenti. Nel 1981, i sedili elettrici con sistema di memorizzazione – un equipaggiamento non più visto sulle Cadillac dalle Eldorado Brougham dei tardi anni cinquanta – furono commercializzati nuovamente. Questo optional consentiva di memorizzare le posizioni dei sedili, che potevano essere richiamate premendo un pulsante. Nel 1981 venne introdotta la strumentazione digitale e degli pneumatici resistenti alla foratura. Nel 1982 la Seville fu offerta con specchietti retrovisori riscaldabili e con lo sbrinatore per il lunotto. Nel 1983 venne offerto un sistema audio "Delco/Bose". Per quanto riguarda l'esterno, fu disponibile, come optional, il "Full Cabriolet Roof", che forniva al modello delle sembianze di una cabriolet quattro porte. Quest'ultimo optional venne montato dopo il successo che conseguì un equipaggiamento simile che si poteva trovare nel 1979 sulla Lincoln Continental, e nel 1978-1979 sulla De Ville.
Nella cultura hip hop la Seville era conosciuta come "slantbacks". Le vendite all'inizio furono buone, ma i problemi del motore Diesel V8 e 5,7 L di cilindrata dell'Oldsmobile, e quelli del propulsore Cadillac V8 da 6 L a cilindrata variabile, insieme alla scarsa qualità della vettura e le scadenti prestazioni causate dalle sempre più stringenti leggi sulle emissioni, iniziarono ad erodere quote di mercato. Nel 1982 venne introdotto un nuovo motore V8 da 4,1 L, che era soggetto a fenomeni di porosità nel monoblocco, con casi di olio che andava a mescolarsi con il liquido refrigerante, fino al verificarsi di veri e propri danni al motore. L'anno precedente venne introdotto un motore V6 Buick da 4,1 L, che era affidabile, anche se non era progettato per modelli massicci come la Seville, e quindi le prestazioni della vettura erano deludenti.
Il motore era anteriore, e la trazione era all’avantreno. Il cambio era automatico a quattro rapporti. Questa serie di Seville era fabbricata a Linden, nel New Jersey, ed era assemblata sul pianale K della General Motors.

### Esemplari venduti
| Anno | Totale |
| ---- | ------ |
| 1980 | 39.344 |
| 1981 | 28.631 |
| 1982 | 19.998 |
| 1983 | 30.430 |
| 1984 | 39.997 |
| 1985 | 39.755 |

### Motorizzazioni
| Anno      | Motore                           | Potenza |
| --------- | -------------------------------- | ------- |
| 1980      | Cadillac V8 da 6 L di cilindrata | 145 CV  |
| 1980-1985 | Oldsmobile LF9 V8 da 5,7 L       | 105 CV  |
| 1981      | Cadillac V8 L62 V8-6-4 da 6 L V8 | 145 CV  |
| 1981-1985 | Buick V6 da 4,1 L                | 125 CV  |
| 1982      | Cadillac LT8 HT4100 V8 da 4,1 L  | 125 CV  |
| 1982-1985 | Cadillac LT8 HT4100 V8 da 4,1 L  | 135 CV  |

## La terza serie: 1986–1991

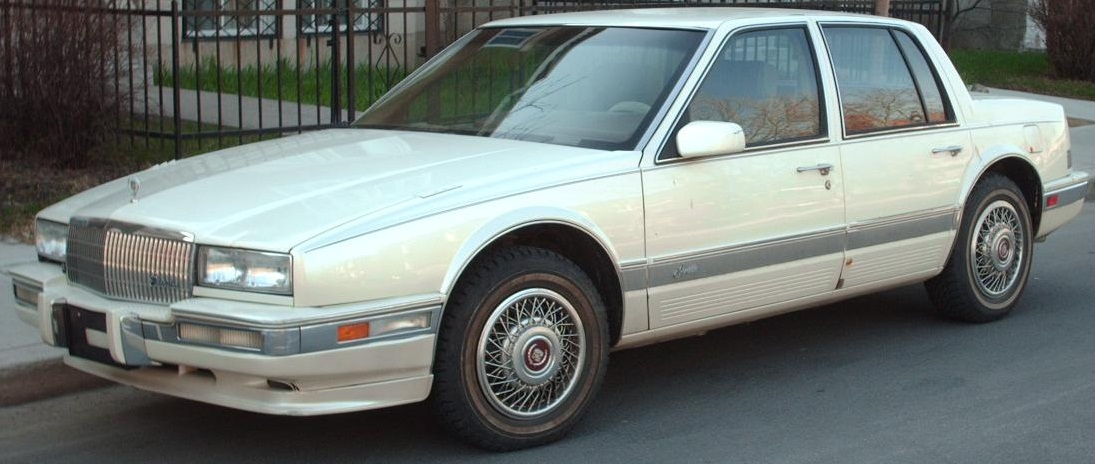
Una Cadillac Seville del 1988

Nel 1986, comparì un nuovo corpo vettura che combinava la linea angolare della Seville originale con dei nuovi bordi arrotondati. Questa nuova serie possedeva un motore trasversale V8 che muoveva le ruote anteriori. Nonostante la sua scarsa popolarità, il nuovo telaio delle Seville/Eldorado possedeva un avanzato cambio automatico a quattro rapporti, ed un motore V8 da 4,9 L di cilindrata che aveva un consumo medio in autostrada di 7,8 L/100 km. Questa nuova serie fu il primo modello al mondo a possedere un computer che monitorava il motore e gli altri sistemi della vettura. Sfortunatamente, le vendite furono molto al di sotto delle aspettative, anche se nel 1987 e nel 1988 fu operato un restyling esteriore.
Il 1988 vide l'introduzione della Seville Touring Sedan, che era equipaggiata dalle sospensioni FE2 Touring. Questa versione possedeva dei cerchioni in lega, una barra antirollio posteriore, una scatola sterzo con rapporto di demoltiplicazione pari a 15.6:1 installata per migliorare la maneggevolezza, uno stemma Cadillac montato sulla calandra, una speciale serratura per il vano bagagli ed uno specifico allestimento interno per l'abitacolo a quattro posti. Il nome della nuova versione della Seville era richiamato anche da una scritta sulla portiera anteriore lato guidatore. Nel 1988 la Seville Touring Sedan venne prodotta in 1.499 esemplari, mentre nel 1989 in 2.487 esemplari.
Nel 1990 il motore della Seville fu dotato da un nuovo sistema di iniezione, che portò la potenza a 180 CV. Le luci di parcheggio anteriori non furono più montate sui parafanghi. La Seville Touring Sedan fu oggetto di una revisione, tra cui uno scudo paraurti in tinta, che diede alla versione un aspetto più aggressivo. Venne anche installato un doppio sistema di scarico con terminali cromati, un servofreno della Teves, dei cerchioni in lega da 16 pollici e degli pneumatici Goodyear Eagle GT+4. Mentre il motore era il medesimo di quello della serie standard, il cambio aveva un rapporto finale di 3:33:1, che consentiva al veicolo di avere una migliore accelerazione. Venne anche aggiunto l'airbag lato guidatore, sia sulla Seville standard che sulla Seville Touring Sedan. Quest'ultima, nel 1990, venne prodotta in 1.893 esemplari.
Nel 1991 non vennero applicati cambiamenti sul corpo vettura, ma ci furono degli aggiornamenti meccanici. La novità più importante fu il nuovo motore V8 da 4,9 L di cilindrata, che venne accoppiato ad un cambio automatico controllato elettronicamente. Alla Seville Touring Sedan vennero tolti i sedili singoli posteriori, che furono sostituiti da un sedile a divanetto. Della Seville Touring Sedan vennero assemblati, nel 1991, 2.206 esemplari.
Dal 1988, Clayton Farlow, uno dei protagonisti della serie televisiva Dallas, nel telefilm guidava una Cadillac Seville Touring Sedan di colore nero.
Assemblata a Hamtramck, nel Michigan, questa serie di Seville aveva il motore montato anteriormente e la trazione all’avantreno. Anche questa generazione di Seville era prodotta sul pianale K della General Motors.

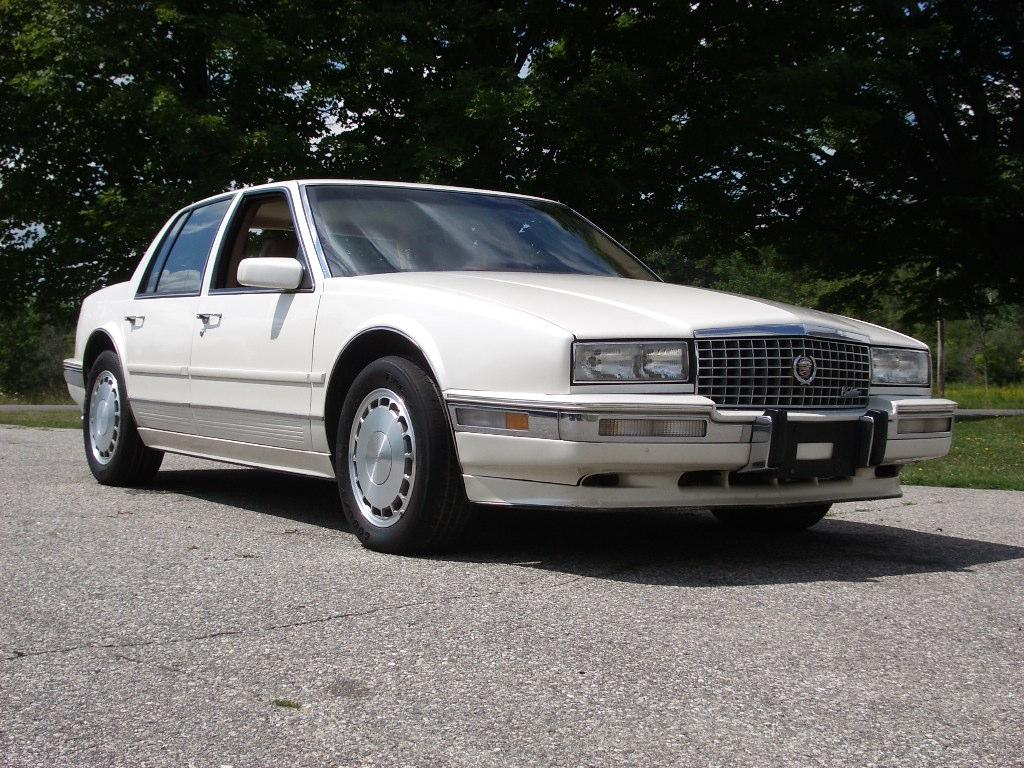
Una Cadillac Seville Touring Sedan del 1990
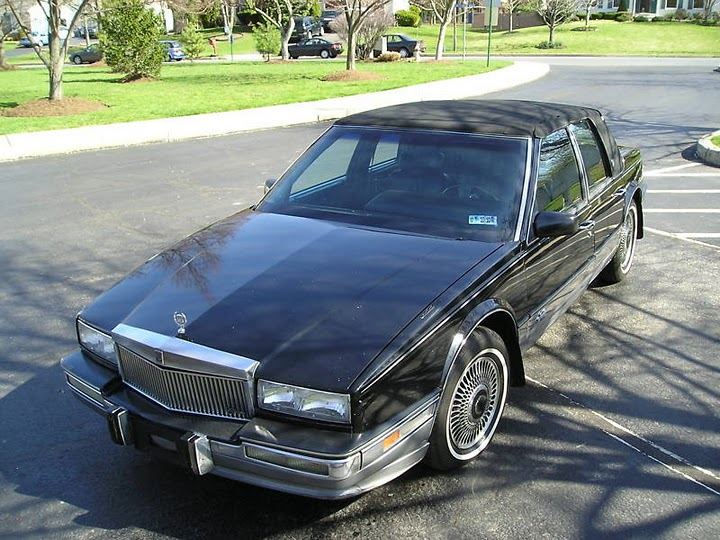
Una Cadillac Seville Touring Sedan del 1991

### Esemplari venduti
| Anno | Seville | Seville Touring Sedan | Totale |
| ---- | ------- | --------------------- | ------ |
| 1986 | 19.098  | N/A                   | 19.098 |
| 1987 | 18.578  | N/A                   | 18.578 |
| 1988 | 21.469  | 1.499                 | 22.968 |
| 1989 | 20.422  | 2.487                 | 22.909 |
| 1990 | 31.235  | 1.893                 | 33.128 |
| 1991 | 24.225  | 2.206                 | 26.431 |

### Motorizzazioni
| Anno      | Motore                                        | Potenza |
| --------- | --------------------------------------------- | ------- |
| 1986-1987 | Cadillac LT8 HT4100 V8 da 4,1 L di cilindrata | 130 CV  |
| 1988-1989 | Cadillac HT4500 V8 da 4,5 L                   | 155 CV  |
| 1990      | Cadillac LW2 HT4500 V8 da 4,5 L a iniezione   | 180 CV  |
| 1991      | Cadillac LW2 HT4500 V8 da 4,9 L a iniezione   | 200 CV  |

## La quarta serie: 1992–1997

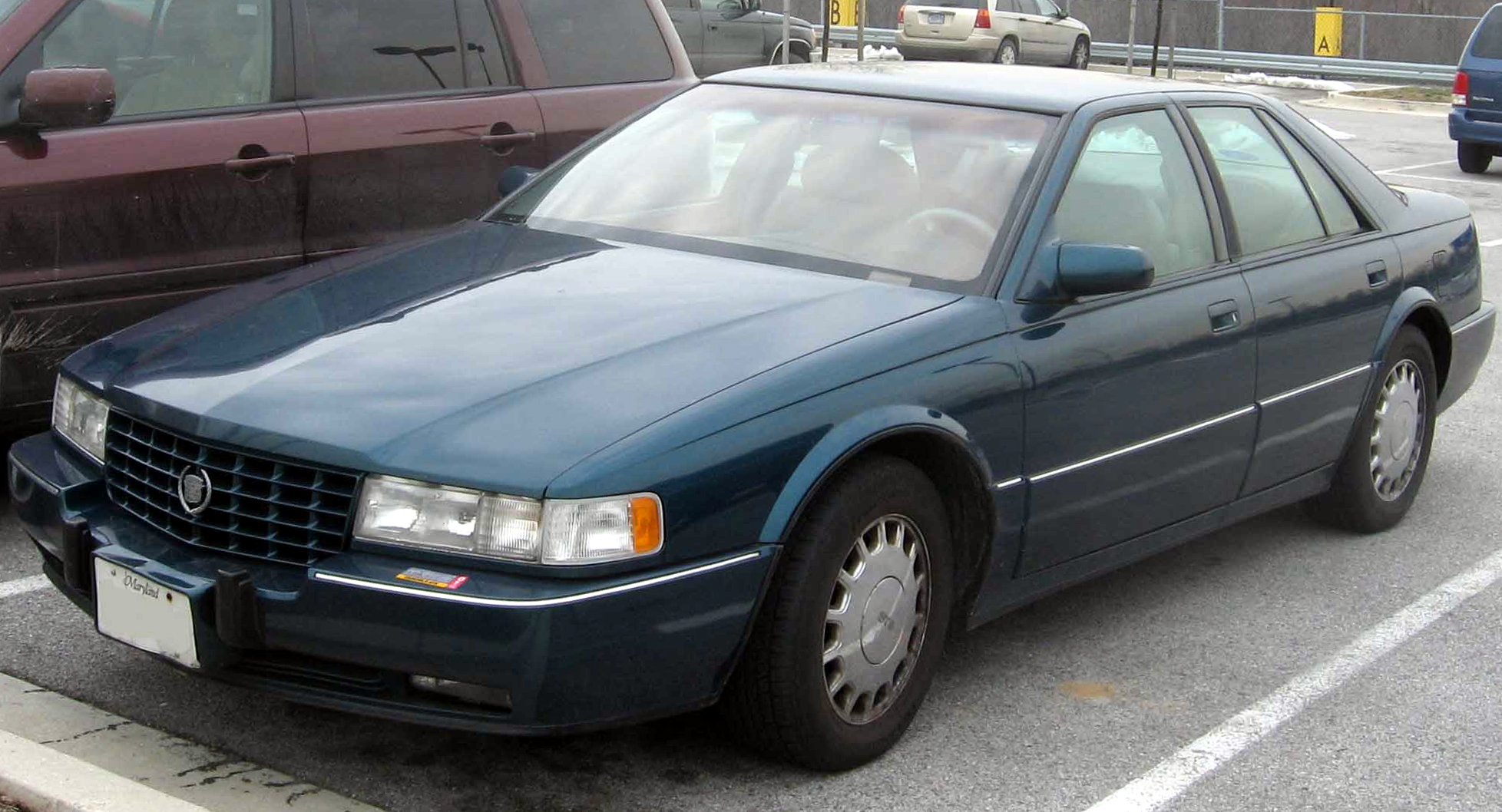
Una Cadillac Seville del 1995/97

Nel 1991 la Cadillac lanciò sul mercato la nuova serie della Seville, che ora possedeva uno stile “più europeo”. La Seville Touring Sedan fu nominata Car of the Year del 1992 dalla rivista Motor Trend. Nello stesso anno la rivista Car and Driver elencò il modello nella lista delle migliori dieci vetture del 1992.
Nel 1993 fu assemblata una serie limitata che possedeva un motore V8 Northstar a doppio albero a camme in testa per bancata, e con 32 valvole. Questa versione speciale aveva anche un retrotreno a bracci diseguali. Precedentemente, le sospensioni posteriori avevano installato una balestra trasversale come sulla Chevrolet Corvette.
La Cadillac operò pochi cambiamenti a questa serie durante gli anni in cui fu prodotta, ma nel 1995 sostituì la calandra cromata, con una griglia in tinta.
La Seville era offerta in due sottoserie:
- La Seville Luxury Sedan (SLS), che all'inizio aveva installato un motore V8 HT-4900, ma dal 1994 ebbe in dotazione un propulsore V8 LD8 Northstar da 270 CV.
- La Seville Touring Sedan (STS), che esordì anch'essa con il motore HT-4900 sopramenzionato, ma dal 1992 ebbe installato un propulsore L37 Northstar da 295 CV.

Nel 1997 la Catera prese il posto della Seville alla base della gamma Cadillac.
Assemblata a Hamtramck, nel Michigan, aveva il motore montato anteriormente e la trazione all’avantreno. Anche questa generazione di Seville era prodotta sul pianale K della General Motors. Il cambio era automatico a quattro rapporti.
Nel film heat - la sfida del 1995 uno dei protagonisti interpretato da Robert De Niro guida un esemplare nero.

### Esemplari venduti
| Anno | Totale (SLS e STS) |
| ---- | ------------------ |
| 1992 | 43.953             |
| 1993 | 37.239             |
| 1994 | 46.713             |
| 1995 | 38.931             |
| 1996 | 38.238             |
| 1997 | 42.117             |

### Motorizzazioni
| Modello                     | Anno      | Motore                                     | Potenza             | Coppia                         |
| --------------------------- | --------- | ------------------------------------------ | ------------------- | ------------------------------ |
| Seville Luxury Sedan (SLS)  | 1992-1993 | Cadillac HT-4900 V8 da 4,9 L di cilindrata | 200 CV              | 373 N•m                        |
| Seville Luxury Sedan (SLS)  | 1994      | General Motors LD8 Northstar V8 da 4,6 L   | 270 CV              | 407 N•m                        |
| Seville Luxury Sedan (SLS)  | 1995-1997 | General Motors LD8 Northstar V8 da 4,6 L   | 275 CV              | 407 N•m                        |
| Seville Touring Sedan (STS) | 1992      | Cadillac HT-4900 V8 da 4,9 L               | 200 CV              | 373 N•m                        |
| Seville Touring Sedan (STS) | 1993      | General Motors L37 Northstar V8 da 4,6 L   | 295 CV              | 393 N•m                        |
| Seville Touring Sedan (STS) | 1994-1997 | General Motors L37 Northstar V8 da 4,6 L   | 300 CV a 6.000 giri | 400 N•m a 4.400 giri al minuto |

## La quinta serie: 1998–2004

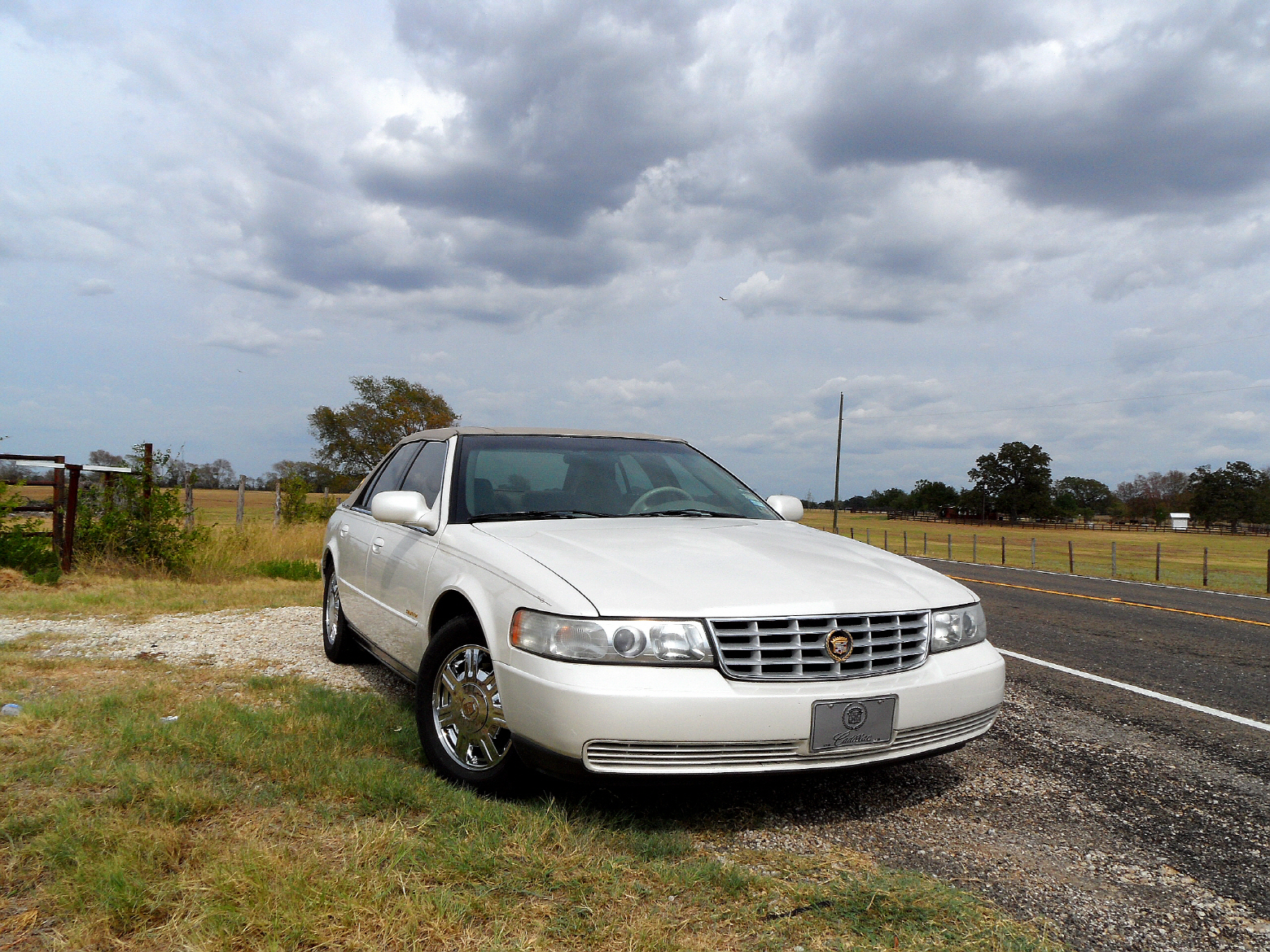
Cadillac Seville SLS del 2000

La Seville fu aggiornata nel 1998 su una nuova versione del pianale K della General Motors. Esso si basava sulla piattaforma G della General Motors, che era utilizzata sull'Oldsmobile Aurora. Questa serie di Seville fu la prima Cadillac ad avere un lotto di esemplari allestito in stile europeo e destinato a tale mercato. In Europa, i mercati principali furono Regno Unito, Germania, Belgio, Francia, Spagna, Italia e Finlandia. Tutte le Seville, che avevano motore trasversale e trazione anteriore, erano prodotte a Hamtramck, nel Michigan.
Il passo fu esteso a 2.850 mm, mentre la lunghezza totale fu diminuita a 5.105 mm. Esteriormente questa nuova generazione assomigliava alla precedente, anche se aveva installato nuove sospensioni che portarono ad una migliore guidabilità. La Seville Touring Sedan (e l'omologa Eldorado Touring Sedan) diventarono le più potenti vetture a trazione anteriore sul mercato statunitense, grazie ai 300 CV del motore
La quinta serie della Seville fu la prima Cadillac ad essere progettata in modo tale da avere sia la versione con guida a destra che con quella con guida a sinistra. Per questo motivo, il modello venne venduto anche nel Regno Unito ed in Giappone. In precedenza, in queste nazioni, le Cadillac erano commercializzate in CKD, oppure in kit speciali che erano importati e permettevano la conversione.
Nel gennaio 2002 la Seville Touring Sedan ricevette delle sospensioni adattative magnetoreologiche. Questo sistema era disponibile di serie sulle Seville Touring Sedan, ma non era offerto sulle Seville Luxury Sedan.
Assemblata a Hamtramck, nel Michigan, aveva il motore montato anteriormente e la trazione all’avantreno. Anche questa generazione di Seville era prodotta sul pianale K della General Motors. Il cambio era automatico a quattro rapporti.
La produzione della Seville Touring Sedan terminò il 16 maggio 2003, mentre la Seville Luxury Sedan cessò di essere assemblata il 4 dicembre dello stesso anno. Nel 2004 solo la seconda era ancora commercializzata. La Seville fu sostituita dalla Cadillac STS.

### Motorizzazioni
| Modello                     | Anno      | Motore                                                 | Potenza             | Coppia               |
| --------------------------- | --------- | ------------------------------------------------------ | ------------------- | -------------------- |
| Seville Touring Sedan (STS) | 1998-2003 | General Motors L37 Northstar V8 da 4,6 L di cilindrata | 300 CV a 6.000 giri | 400 N•m a 4.400 giri |
| Seville Luxury Sedan (SLS)  | 1998-2004 | General Motors LD8 Northstar V8 da 4,6 L               | 275 CV a 5.600 giri | 407 N•m a 4.000 giri |

### Esemplari venduti negli Stati Uniti
| Anno | Totale |
| ---- | ------ |
| 1998 | 39.009 |
| 1999 | 33.532 |
| 2000 | 29.535 |
| 2001 | 25.290 |
| 2002 | 21.494 |
| 2003 | 18.747 |
| 2004 | 3.386  |
| 2005 | 137    |